# СК Левски (Русе)
„Левски (Русе)“ е съществуващ български футболен отбор от Русе. Финалист за Националната купа на България по футбол през 1938 г. и през 1939 г.

## История
„Левски“ (Русе) се заражда в трета футболна чета на „СК Сава (Русе)“ през 1922 г. Играе на игрището на Напредък. Финансово клубът се поддържа от богатия русенец Д. Дюлгеров. Футболистите на Левски достигат до най-голямото постижение на русенския мъжки футбол – вицешампионската титла от държавното първенство през 1937 година.
Спортните екипи на футболистите са чернобели раирани фланелки, черни гащета и бели чорапи.
Военният клуб „Левски“ е с големи финансови възможности. Той обхваща района около центъра до Механотехникума и района между ул. „Александровска“ и река Дунав. Извоювани са национална вицешампионска титла на България през 1937 година, пет пъти е градски шампион, три участия в Националната футболна дивизия (1938 – 1940), три пъти финалист за „Купата на Царство България“ (1937 – 40), едно трето място (1928) и едно четвърто (1926) в първенството на България.
Най-силният период на „Левски“ (1934 – 1940) е свързан с международните мачове. През 1934 г. в срещата си с шампионите на Румъния – „ЧФР“ (Букурещ) русенци постигат убедителна победа с 3:0.
През 30-те години на 20 век в българските национални гарнитури участват Марко Николов- Маро, Тодор Тодоров – Тошлето, Димитър Николаев – Шопа, Димитър Тодоров, Константин Новаков – Диндата, Борис Пейчев, Александър Богданов, Радослав Дуков – Тръбача и Шами Пинка.
Периодът 1934 – 1940 г. остава златен за футболистите от Левски. четири поредни години достига до финала за Царската купа (1937 – 40).
Наказанието което БНСФ налага на с.к. Левски (Русе) е много тежко – изваждане от състава на Националната футболна дивизия и разформироване на отбора. Така през 1940 година се слага край на съществуването на един от най-силните клубове в Русе и България. По-късно след присъединяването на Добруджа към България през 1941 г. тимът е реабилитиран и възстановен.
През есента на 1944 г. отборът се обединява с Ангел Кънчев в „Ангел Кънчев-Левски“, който от своя страна през 1946 г. се влива в „Динамо“ по заръка на партийната номенклатура в онези години и прекратява съществуването си. На 16 февруари 1949 г. „Динамо“ заедно с още три отбора се сливат в съвременния „Дунав“. През 2005 г. отбора формално се разделя от „Дунав“ (Русе).

## Успехи
като „Левски“ (Русе):
Шампионат на България
- Вицешампион и сребърен медал (1): 1937
- Бронзов медал (1): 1928

Купа на България
- Финалист (4):– 1937, 1938, 1939, 1940

Градско първенство на Русе и Русенската спортна област (РСО)
- Шампион (5): 1925/26, 1928, 1931/32, 1933/36, 1937

Букурещката купа
- Носител:

Купа на „Екс тимовете“
- Носител

като „Ангел Кънчев-Левски“ (Русе):
Градско първенство на Русе и Русенската спортна област (РСО)
- Шампион (1): 1945

## Трансформации на името
- 1922 – 1940 – с.к. „Левски“
- 1940 (разформирован)
- 1941 – с.к. „Левски“ (възстановен)
- 1944 – 1946 – с.к. „Ангел Кънчев-Левски“ (след обединение с „Ангел Кънчев“)
- 1946 – влива се в „Динамо“ (Русе)

## Известни футболисти
- Марко Николов- Маро
- Тодор Горанов-Тушлето
- Димитър Николаев-Шопа
- Димитър Тодоров
- Константин Новаков-Диндата
- Борис Пейчев
- Александър Богданов
- Радослав Дуков-Тръбача
- Шами Пинкас
- Продан Новаков
- Светослав Абаджиев – Юрата
- Венцислав Ангелов
- Христо Минев – Лайника
- Марин Пъргов – Пъргата
- Марин Алексиев
- Биличев
- Сидер Димитров
- Борислав Габровски
- Лалчев
- Борис Митев
- Димитър Николаев

## Международните мачове
(1924 – 1946)
| Година | Номер | Град    | Страна | Отбор                | Резултат |
| ------ | ----- | ------- | ------ | -------------------- | -------- |
| 1924   | 1     | Русе    |        | „Изворул“ (Букурещ)  | 4:3      |
| 1927   | 2     | Русе 1  |        | „Аквила“ (Гюргево)   | 3:0      |
| 1928   | 3     | Русе    |        | „Женерала“ (Букурещ) | 4:1      |
| 1934   | 4     | Букурещ |        | „Терда“ (Букурещ)    | 2:1      |
|        | 5     | Букурещ |        | „Макаби“ (Букурещ)   | 1:1      |
|        | 6     | Русе    |        | „ЧФР“ (Букурещ)      | 3:0      |

- 1. Играят като „Левски-Ботев“ (сборен отбор) срещу „Аквила“;